# مردم قره‌قالپاق
مردم قره‌قالپاق از مردمان ترک‌تبار هستند که به زبان قره‌قالپاقی صحبت می‌کنند. خاستگاه اصلی آنان، نواحی بالادستی رود آمودریا و نیز دلتای این رود در سواحل جنوبی دریاچهٔ خوارزم در محدودهٔ کشور ازبکستان است.